# Meizhuang (köpinghuvudort i Kina, Jiangxi Sheng, lat 28,59, long 116,41)
Meizhuang är en köpinghuvudort i Kina. Den ligger i provinsen Jiangxi, i den sydöstra delen av landet, omkring 52 kilometer öster om provinshuvudstaden Nanchang. Antalet invånare är 31 629. Befolkningen består av 15 306 kvinnor och 16 323 män. Barn under 15 år utgör 24,0 %, vuxna 15-64 år 67 %, och äldre över 65 år 8,0 %.
Runt Meizhuang är det tätbefolkat, med 369 invånare per kvadratkilometer. Närmaste större samhälle är Ruihong, 15,7 km norr om Meizhuang. Trakten runt Meizhuang består till största delen av jordbruksmark.
Genomsnittlig årsnederbörd är 2 373 millimeter. Den regnigaste månaden är juni, med i genomsnitt 357 mm nederbörd, och den torraste är oktober, med 36 mm nederbörd.